# CSM Reșița
CSM Reșița is een Roemeense voetbalclub uit de stad Reșița.

## Geschiedenis
De club werd in 1926 opgericht als UDR Reșița. In 1930/31 plaatste de club zich voor de eindronde om de landstitel. In de halve finale versloeg de club Prahova Ploiești en in de finale SG Sibiu en zo kroonde de club zich tot landskampioen. Het volgende seizoen verdedigde de club zijn titel en gaf in de halve finale Mureșul Târgu-Mureș een veeg uit de pan (8-2). In de finale was Venus Boekarest echter te sterk. Het volgende seizoen ging de moderne competitie van start, maar de club werd niet geselecteerd. Bij de oprichting van de Divizia B (tweede klasse) in 1934/35 werd de club opgenomen in een van de vijf reeksen. Na drie seizoenen werd de club kampioen en promoveerde zo naar de hoogste klasse. In het eerste seizoen werd de club vierde en behaalde deze plaats ook in het tweede seizoen. Tijdens de Tweede Wereldoorlog vonden er twee officieuze kampioenschappen plaats. In 1943 moest de club opnieuw in de tweede klasse spelen en werd kampioen, bij de terugkeer in de hoogste klasse stond de club op de derde plaats, toen het seizoen door de oorlog geannuleerd werd.
Na de oorlog speelde de club twee seizoenen in de hoogste klasse alvorens te degraderen. De club, die intussen Metalul heette promoveerde terug voor seizoen 1950, maar werd laatste. In 1954 won de tweedeklasser de bekerfinale tegen Dinamo Boekarest. In 1957 werd de naam in CSM veranderd. Van 1962 tot 1964 werd de club vicekampioen, maar slaagde er niet in terug te promoveren naar de Divizia A. Na een aantal seizoenen in de middenmoot werd de club kampioen in 1972. Na drie seizoenen hoogste klasse werd de derde plaats bereikt en na dit seizoen werd de naam in FCM veranderd. Na twee middelmatige seizoenen werd de club laatste in 1977/78. De hele jaren tachtig speelde de club in de tweede klasse en kreeg daar concurrentie van stadsrivaal Gloria Reșița, intussen was de naam weer in CSM veranderd. In 1992 werd de club dan kampioen en keerde na 14 jaar terug naar de hoogste klasse, maar het verblijf duurde slechts één seizoen. De volgende terugkeer kwam in 1997 toen de club zevende werd. Na drie seizoenen hoogste klasse degradeerde de club opnieuw.
In 2008 ging de club failliet maar maakte direct een doorstart. In 2019 keer de club terug in de Liga II. Na twee seizoenen degradeerde de club. 

## Erelijst
Landskampioen
1931
Beker van Roemenië
1954

## Naamsveranderingen
- 1926: UD Reșița
- 1946: Otelul Reșița
- 1948: Metalochimic Reșița
- 1949: Metalul Reșița
- 1956: Energia Reșița
- 1957: CSM Reșița
- 1975: FCM Reșița
- 1982: CSM Reșița
- 2005: FCM Reșița
- 2008: FCM Reșița
- 2019: CSM Reșița

## Bekende (oud-)spelers
- George Ogăraru
- Cristian Chivu

CS Afumati ·
Metaloglobus Boekarest ·
CSA Steaua Boekarest ·
Metalul Buzău ·
Ceahlăul Piatra Neamț ·
Concordia Chiajna ·
U Craiova ·
CSC Dumbrăvița ·
CSM Focșani ·
Corvinul Hunedoara ·
Csíkszereda Miercurea Ciuc ·
Mioveni · 
Câmpulung Muscel ·
FC Bihor Oradea (2022) ·
Argeș Pitești ·
Reșița ·
CSC 1599 Șelimbăr ·
CSM Slatina ·
ACS Viitorul Târgu Jiu ·
Chindia Târgoviște · 
Unirea Ungheni ·
Voluntari